# 28317 Aislinndeely
28317 Aislinndeely este un asteroid din centura principală de asteroizi.

## Descriere
28317 Aislinndeely este un asteroid din centura principală de asteroizi. A fost descoperit pe 12 februarie 1999 la Socorro, New Mexico, în cadrul proiectului LINEAR. Asteroidul prezintă o orbită caracterizată de o semiaxă mare de 2,66 ua, o excentricitate de 0,08 și o înclinație de 1,7° în raport cu ecliptica.